# Jean-Louis Martin
Jean-Louis Martin (Parigi, 14 settembre 1889 – Charleroi?, 1914?) è stato un drammaturgo francese, autore di pochades di carattere satirico e licenzioso.

## Biografia
Figlio di Jaques Martin (1848-1906) e Ginette Bouroche (1871-1902) di cui rimase orfano all'età di tredici anni. Studiò presso il Liceo Condorcet dove fu compagno di classe di Jean Cocteau. Non terminò gli studi a causa di una furibonda lite con il padre di cui aveva sedotto l'amante, Lysianne Mercier, che l'accompagnerà per tutta la vita. Riparatosi in Inghilterra con la sua compagna Lysianne vi soggiornò alcuni anni facendo i mestieri più disparati. Qui conobbe e divenne ammiratore del teatro di Wilde.
Tornò a Parigi solo nel 1906 alla morte del padre. Lavorò in qualità di inserviente presso il Théâtre des Nouveautés fino al luglio del 1911, quando il teatro venne demolito per far spazio al nuovo tratto del Boulevard des Italiens. Qui ebbe modo di conoscere ed entrare in rapporto con Georges Feydeau che resterà il suo principale modello drammaturgico. Assunto, grazie all'intercessione di Feydeau presso il Théâtre Femina collabora nel novembre dello stesso anno alla messa in scena di Mais n'te promène donc pas toute nue !. Nel 1912 termina la stesura di L'Abito del monaco, pièce giudicata troppo licenziosa e anticlericale, e che non venne mai rappresentata.
Martin continuava a scrivere commedie licenziose. Ottenne finalmente un discreto successo con La Moule qui rie un breve atto unico per un cast di sole donne in cui Martin stesso interpretava l'unico personaggio maschile. La pièce si basa tutta sull'equivoco per cui il protagonista viene scambiato per un nobile ereditiero e, approfittando della situazione, inganna in vario modo i sei personaggi femminili. L'allora direttore del teatro André Gailhard rifiutò di mettere nel programma la piéce, apprezzandone il tono brillante, ma ritenendola troppo impudica. La Moule qui rie ebbe così un'insolita circolazione attraverso i locali notturni della capitale.
Al Théâtre Femina andò invece in scena Madame fait dodo, (2 giugno 1914) brillante pochade in atto unico che ebbe tra i suoi maggiori sostenitori personaggi come Georges Feydeau, André Gailhard, Camille Le Senne, Jean Cocteau, ma il cui tono farsesco e scanzonato risultò indigesto al pubblico parigino che avvertiva ormai imminente l'entrata in guerra.
Ambientata in un albergo di Montmartre, di proprietà di un'anziana signorina prussiana, la piéce ruota intorno alle due donne di servizio, Colombe ed Antoinette: due sorelle che usano drogare la loro padrona e nasconderla in una cassapanca, per poi dedicare indisturbate ai loro giochi.
Una sera in cui madame fa la nanna (nella cassapanca), giungono all'hotel uno psichiatra con il suo paziente, una coppia in viaggio di nozze con suocera al seguito, un magistrato innamorato e una cocotte con il vizio della bottiglia. Colombe ed Antoinette, subito in combutta con il nuovo cliente matto, porteranno le storie di ciascun avventore ad intrecciarsi, incontrarsi e scontrarsi fino all'inevitabile conflagrazione finale. Al momento dell'entrata in guerra della Francia, Jean-Luois Martin venne arruolato nella V Armata e combatté a Charleroi dove l'esercito francese venne sconfitto. Da questo momento si perdono le sue tracce.

## Opere
- L'abito del monaco 1912
- La Moule qui rie atto unico - 1913
- Madame fait dodo (mentre dorme la signora) atto unico - 1914